# Ноктурлабиум

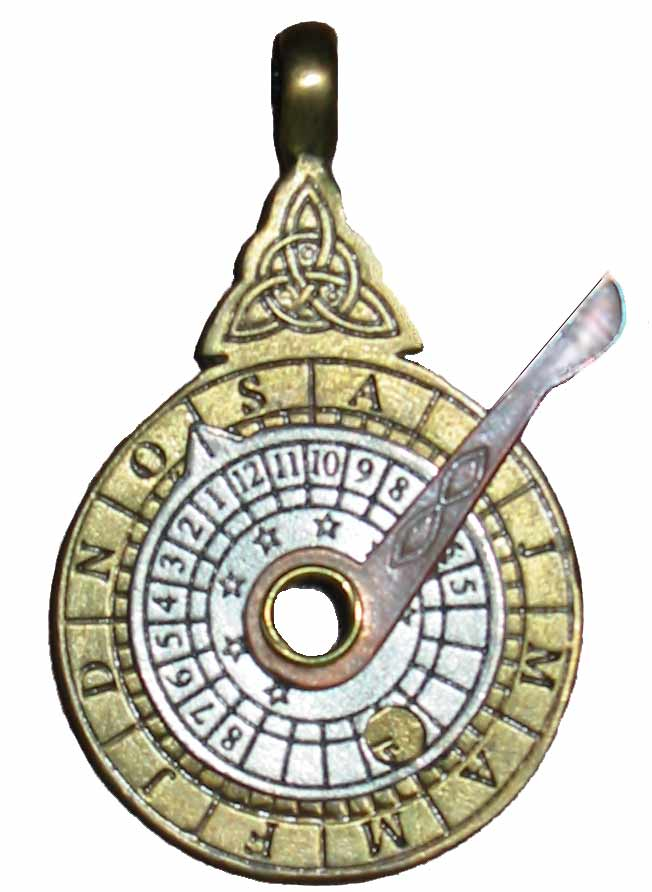
Функционирующий ноктурлабиум диаметром в 5 см. На внешнем кольце нанесены названия месяцев. Внутреннее серебряное кольцо имеет шкалу времени и указатель в виде маленького треугольника, который устанавливают напротив нужного месяца. (На фотографии установлено начало октября.)
Через отверстие в середине визируют на Полярную звезду и устанавливают рычаг-указатель так, чтобы он показывал в направлении определённой незаходящей звезды. Теперь на серебряном кольце можно считать время (на фотографии — 8 часов вечера)

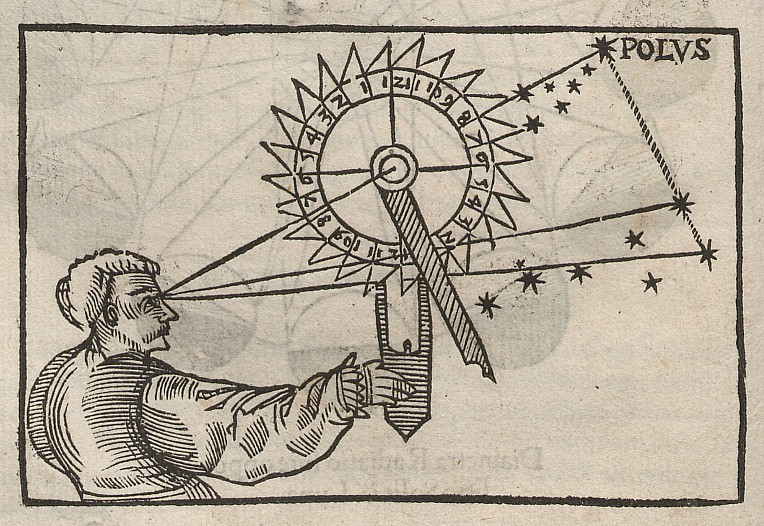
Историческое изображение использования ноктурлабиума

Схема, иллюстрирующая использование ноктурлабиума с помощью Полярной звезды (α Ursa Minor) и двух крайних звёзд ковша Большой Медведицы (α Ursa Major и β Ursa Major)

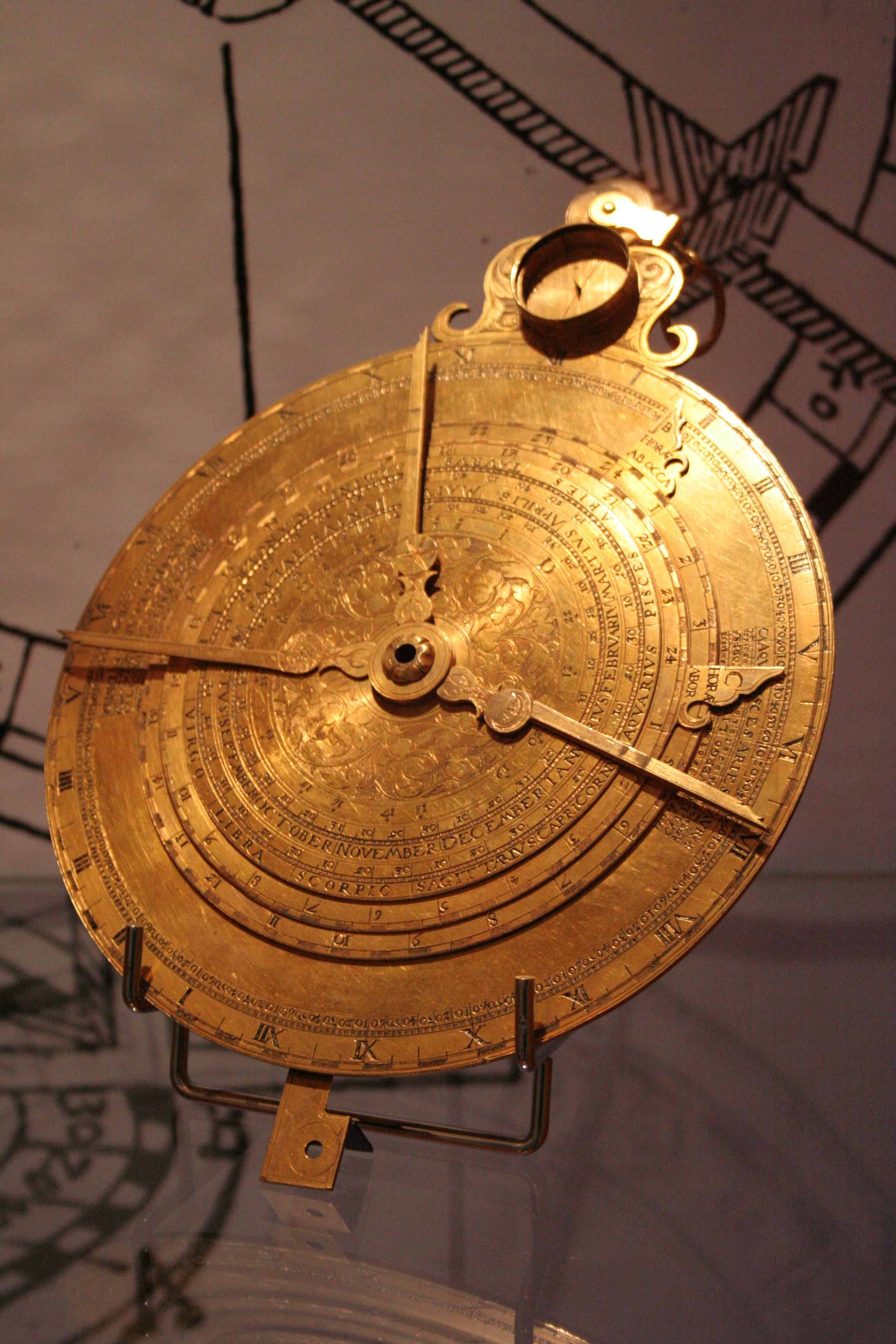
Ноктурлабиум, сделанный в Вене

Ноктурла́биум (также известен как ноктураль и под другими названиями) — астрономическое приспособление, с помощью которого, зная текущую дату, по позиции звёзд можно определить местное время. Его изобретателем считается Пацификус (777—844), архидьякон кафедрального собора в Вероне.
Поскольку солнечные часы работают только днём, для измерения времени ночью применялся ноктурлабиум: при помощи циферблата и рычага прибора, а также астрономических таблиц измерялось звёздное время. Ноктурлабиум можно было использовать только в Северном полушарии, так как должна быть видна Полярная звезда. В качестве референтной звезды могут служить звёзды созвездия Большой Медведицы, Кохаб в Малой Медведице или Шедар в Кассиопее.

## Изобретение и упоминания
Считается, что опыты в области установления времени ночью известны со времён Древнего Египта и Древней Греции, где египетское изобретение было усовершенствовано. Особую необходимость в использовании ночных часов испытывали мореплаватели. Изобретение ноктурлабиума приписывается Пацификусу (777—844), архидьякону кафедрального собора в Вероне. Существуют и другие сведения о появлении инструмента. Так, честь изобретения приписывают Раймунду Луллию (ок. 1235—1315), испанскому писателю и философу. Описание прибора в труде «Искусство навигации» (Arte de Navegar; 1551) испанского учёного Мартина Кортеса де Альбакара повысило его популярность. Также встречаются описания и иллюстрации подобного приспособления в трудах немецких астрономов XVI века (Себастиан Мюнстер, Петер Апиан, Якоб Кобель).

## Описание функционирования
Принцип действия основан на том, что в Северном полушарии кажется, что звёзды совершают полный оборот вокруг Полярной звезды за звёздные сутки. Точно так же, как относительное положение Солнца относительно Земли в течение дня, положение различных звёзд можно использовать для определения времени: «Любая данная звезда (например, звезда из ручки Большой Медведицы) может считаться часовой стрелкой, показывающей звёздное время, как и на циферблате с 24-часовыми делениями».
Измерение при помощи ноктурлабиума осуществлялось посредством внешнего кольца, на который была нанесена шкала с названиями месяцев, а на внутреннее — деления времени. На циферблате находился указатель, который совмещали с необходимым месяцем. Через внутреннее отверстие в центре инструмента он направлялся на Полярную звезду, а рычаг-указатель, имеющий точку опоры в центре, передвигали на незаходящую звезду. После перемещения в необходимое положение рычаг на внутренней шкале показывал местное время. Точность определения времени достигала 15 минут. Также инструмент позволял установить наступление полдня и полночи, а зная время полдня вычислить географическую широту. Существовало несколько вариантов конструкции, некоторые из них представляли собой довольно сложные навигационные инструменты.